# ネオマジックパルサーXX
ネオマジックパルサーXX（NEO MAGIC PULSAR XX）とは、2003年に山佐が開発・販売したパチスロ機。通称「ネオパル」「マジパル」など。

## 概要
- ネオプラネットに続く「EL VISION」機として「山佐」からリリースされた。
- 準大量獲得機 (A-500) となる本機は「7ライン機」で、RTゲーム数とモード式両方を含んだストック機であり、連荘が望めるビッグバンモード、さらに「マジカル×10ゾーン」 (MZ) というボーナスを高確率で放出してくれるモードも新たに搭載された。

## 演出
本機種は「EL VISION」を利用したさまざまな演出が用意されている。
マジックスティック
レバーON時、EL VISIONに杖が映し出され右から左へ振る。小役ナビする場合もある。連続して出現したり左から右へ振るとチャンス。
マジックスクエア
スタートレバーで魔方陣が出現し、リール停止後に絵柄が出現する。魔方陣からカエルが飛び出すとチャンス。
タロットカード
スタートレバーでタロットカードが出現する。小役絵柄が出れば小役ナビ、魔方陣絵柄が揃えばマジックスクエア演出、バトル絵柄の場合はマジックバトル演出、星・月・魔女が揃えばマジックポット演出へ発展。7絵柄が揃えばボーナス確定、7が1-2個の場合は前兆が確定する。
マジックポット
複数ゲームに渡りマジックポットをカエルが運び、魔法をかけて7が揃えばボーナス確定。2ライン以上7が揃えばビッグボーナスが確定する。
マジックバトル
複数ゲームに渡りパンプキンと対決し、7が止まったらボーナス確定。カエルが3連続攻撃はチャンス。逆転アクションあり。
押し順ナビ
突如、EL VISIONに押し順ナビが出現する。順押しナビは小役orボーナス、逆押しナビはほぼボーナス確定
ELフラッシュ
ボタン停止時、一瞬EL VISIONがフラッシュする。小役を狙って揃わなければボーナス確定。
フリーズアクション
スタートレバーでフリーズが発生した場合はビッグボーナス確定。
スタート音遅れ
レバーON後、スタート音が遅れた場合はチェリーorMZorボーナス
パネルフラッシュ
筐体の上部パネルが点滅する。短いスパンで何度も点滅するとチャンス。長い時間フラッシュするとほぼボーナス。

## スペック

### ボーナス確率
| 設定 | BIG出現率 | REG出現率 | 合成確率 | 内部BIG確率 | 内部REG確率 | 機械割        |
| ---- | --------- | --------- | -------- | ----------- | ----------- | ------------- |
| 1    | 1/343     | 1/686     | 1/228    | 1/182       | 1/364       | 96.2～98.6%   |
| 2    | 1/341     | 1/682     | 1/227    | 1/178       | 1/356       | 96.6～99.2%   |
| 3    | 1/321     | 1/643     | 1/214    | 1/174       | 1/348       | 99.2～102.2%  |
| 4    | 1/315     | 1/631     | 1/210    | 1/170       | 1/341       | 100.2～103.2% |
| 5    | 1/298     | 1/596     | 1/198    | 1/170       | 1/341       | 103.5～107.0% |
| 6    | 1/274     | 1/549     | 1/183    | 1/170       | 1/341       | 108.1～111.2% |

### 天井
- 次回REG「777」G
- 次回BIG「1344」G

### ボーナス放出契機
- 規定RTゲーム数消化
- 下記小役成立時に解除抽選
  - 通常時 - 各小役 1/4096
  - マジカル×10ゾーン中
    - リプレイ成立（取りこぼし含む）時の1/112
    - 2枚チェリー成立時の1/4
    - オレンジ成立時の1/2
- 純ハズレ成立（1/16384）

## 家庭用ゲーム機
- 本機種はPlayStation 2に移植され、系列会社のヤマサエンタテイメントより「山佐デジワールドSP ネオマジックパルサーXX」として発売された（発売日：2003年11月6日）。